# Hugues Burin des Roziers
Pour les autres membres de la famille, voir Famille Burin des Roziers.
Pour les articles homonymes, voir Burin (homonymie) et Roziers.
Hugues Burin des Roziers est un réalisateur de cinéma français né le 17 août 1943 dans le 8e arrondissement de Paris et mort le 28 mai 1985 dans le 15e arrondissement de Paris.

## Biographie
Hugues Bernard Étienne Burin des Roziers réalise peu de films durant sa carrière. Le plus connu, dont il écrit également le scénario, est Blue Jeans, réalisé en 1976 et sorti en 1977. Ce film raconte le séjour d’un groupe de garçons en séjour linguistique en Angleterre, leur découverte des amours adolescentes et de la sexualité.

### Mort
Hugues Burin des Roziers se suicide en 1985.

## Filmographie
- 1973, Banlieue, court métrage, réalisateur
- 1975, Mort d'un guide, téléfilm, assistant du réalisateur Jacques Ertaud
- 1977, Blue Jeans, réalisateur
- 1978, À fond la caisse, court métrage de Jacques Besson, acteur